# 川上恵莉子
川上 恵莉子（かわかみ えりこ、1982年 - ）は、日本のアートディレクター。日本グラフィックデザイナー協会（JAGDA）会員。

## 来歴
東京都出身。東京藝術大学美術学部デザイン科卒業。
2008年、株式会社ドラフト入社。2018年、自身のスタジオを設立。

## 作品
- ドラフト「D-BROS」[5]
- 丸松製茶場「san grams」 - ブランディング
- メリーチョコレートカムパニー「RURU MARY’S」 - ブランディング
- がまぐち専門店「ぽっちり」 - グラフィック
- NHK連続テレビ小説『半分、青い。』タイトルバック - アートディレクター[6][7]

## 受賞歴
- 2013年 JAGDA賞受賞
- 2015年 ADC賞受賞
- 2016年 JAGDA新人賞受賞